# Nathan Bishop
Nathan James Bishop, född 15 oktober 1999, är en engelsk fotbollsmålvakt som spelar för Wycombe Wanderers, på lån från Sunderland. Han har tidigare spelat i bland annat Southend United och Manchester United.

## Klubbkarriär

### Southend United
Bishop föddes i Hillingdon, Storlondon. Han anslöt till Southend United i en ung ålder och var först en del av A-laget i slutet av säsongen 2016/2017 då han satt på bänken. Efter detta var Bishop på provspel i West Ham United, men kunde inte säkra ett kontrakt och återvände istället till Southend inför säsongen 2017/2018.

### Manchester United
Bishop skrev på för Premier League-klubben Manchester United den 31 januari 2020 mot en icke avslöjad avgift och signerade ett 2,5-årskontrakt.

#### Mansfield Town (lån)
Den 24 juni 2021 lånades Bishop ut till Mansfield Town på ett låneavtal över säsongen 2021/2022.

### Sunderland
Den 2 augusti 2023 värvades Bishop av Sunderland, där han skrev på ett treårskontrakt. Den 25 juni 2024 lånades Bishop ut till Wycombe Wanderers på ett säsongslån.

## Landslagskarriär
Bishop kallades till England U20-trupp halvvägs genom Toulon-turneringen 2019 som ersättare för Ryan Schofield och debuterade i 4-0-segern mot Guatemala den 11 juni 2019.